# Pedro Fernandes Sardinha
Pedro Fernandes Sardinha także Pero Fernandes Sardinha (ur. ok. 1496 w Évorze albo w Setúbal, zm. w czerwcu 1556 w Alagoas) – portugalski ksiądz katolicki, pierwszy biskup Brazylii.

## Biografia
Sardinha urodził się w Évorze albo w Setúbal. Studiował na Uniwersytecie Paryskim. Od 1529 pełnił funkcję kapelana w  kościele św. Sebastiana na Maderze, następnie został kapelanem w Lizbonie, wreszcie kaznodzieją w Porto. W 1545 został mianowany dziekanem katedry w Goa w Indiach. W 1548 roku powrócił do Portugalii, gdzie kontynuował studia prawa kanonicznego w Coimbrze.
W 1551 roku na terenie portugalskiej kolonii w Ameryce Południowej, papież Innocenty XI ustanowił diecezję Salvador na mocy bulli Super specula militantis ecclesiae. Sardinha został wybrany na pierwszego biskupa, mającego faktycznie jurysdykcję nad całą kolonią. Przybył do miasta Salvador 25 lutego 1551 roku, w wieku 55 lat. Sakrę przyjął 7 lutego 1552 roku. Objął urząd 22 czerwca 1552 roku. Popadł w konflikt z jezuitami oraz z miejscowym gubernatorem. Został wezwany na dwór portugalski, by przedstawić tam sprawę sporu. Ostatecznie w czerwcu 1556 roku zrezygnował z funkcji biskupa.
W czerwcu 1556 roku, podczas podróży morskiej jego okręt rozbił się w dzisiejszym mieście Coruripe w stanie Alagoas u ujścia rzeki Coruripe. On sam i jego załoga zostali schwytani przez ludożerców z plemienia Caeté. Biskup został zamordowany i zjedzony.
Zbrodnia ta wstrząsnęła Portugalczykami, którzy rozpoczęli wojnę z Indianami tego plemienia. W ciągu pięciu lat konfliktu Portugalczycy wymordowali około 80 tysięcy Caetés, wyniszczając ich niemal doszczętnie. Na obszarze ich ziem rozpoczęli kolonizację. 